# Campeonato Europeu de Atletismo em Pista Coberta de 2015 - Revezamento 4x400 m masculino
A prova dos 4 x 400 masculino  do Campeonato Europeu de Atletismo em Pista Coberta de 2015 foi disputada no dia 8 de março de 2015 no O2 Arena em Praga, República Checa. 

## Recordes
Antes desta competição, os recordes mundiais e do campeonato nesta prova eram os seguintes:
|                       | Nacionalidade  | Tempo     | Local    | Data               |
| --------------------- | -------------- | --------- | -------- | ------------------ |
| Recorde mundial       | Estados Unidos | 3m 02s 13 | Sopot    | 9 de março de 2014 |
| Recorde do campeonato | Polónia        | 3m 05s 50 | Viena    | 3 de março de 2002 |
| Recorde europeu       | Estados Unidos | 3m 03s 01 | Maebashi | 7 de março de 1999 |

Os seguintes recordes foram estabelecidos durante esta competição: 
| Data       | Evento | Nacionalidade | tempo   | Notas |
| ---------- | ------ | ------------- | ------- | ----- |
| 8 de março | Final  | Bélgica       | 3:02.87 | ,     |

## Medalhistas
| Ouro                                                                    | Prata                                                                      | Bronze                                                            |
| Bélgica · Julien Watrin · Dylan Borlée · Jonathan Borlée · Kevin Borlée | Polónia · Karol Zalewski · Rafał Omelko · Łukasz Krawczuk · Jakub Krzewina | Chéquia · Daniel Němeček · Patrik Šorm · Jan Tesař · Pavel Maslák |

## Cronograma
Todos os horários são locais (UTC+2).
| Data       | Hora  | Evento |
| ---------- | ----- | ------ |
| 8 de março | 17:55 | Final  |

## Resultado
A final foi realizada às 17:55 no dia 8 de março de 2015. 
| Posição           | Nacionalidade | Atleta                                                     | Tempo   | Notas            |
| ----------------- | ------------- | ---------------------------------------------------------- | ------- | ---------------- |
| Medalha de ouro   | Bélgica       | Julien Watrin Dylan Borlée Jonathan Borlée Kevin Borlée    | 3:02.87 | ,                |
| Medalha de prata  | Polónia       | Karol Zalewski Rafał Omelko Łukasz Krawczuk Jakub Krzewina | 3:02.97 | Recorde nacional |
| Medalha de bronze | Chéquia       | Daniel Němeček Patrik Šorm Jan Tesař Pavel Maslák          | 3:04.09 | Recorde nacional |
| 4                 | Rússia        | Aleksey Kenig Pavel Savin Nikita Vesnin Lev Mosin          | 3:08.00 |                  |
| 5                 | Reino Unido   | Conrad Williams Jamie Bowie Jarryd Dunn Rabah Yousif       | 3:08.56 |                  |
| 6                 | Irlanda       | Dara Kervick Tim Crowe Harry Purcell Brandon Arrey         | 3:10.61 |                  |

Legenda
| Recorde mundial       | Recorde mundial (World record)               |                       | Recorde africano                      | Recorde africano (African) |                                           | Q | Classificado por posição (Qualified) |
| Recorde do campeonato | Recorde do campeonato (Championship record)  | Recorde da América    | Recorde da América (Americas)         | q                          | Classificado por melhor tempo (Qualified) |   |                                      |
| Melhor marca do ano   | Melhor marca do ano (World leading)          | Recorde asiático      | Recorde asiático (Asian)              | DNS                        | Não largou (Did not start)                |   |                                      |
| Recorde nacional      | Recorde nacional (National record)           | Recorde europeu       | Recorde europeu (European)            | DNF                        | Não terminou (Did not finish)             |   |                                      |
| Recorde pessoal       | Recorde pessoal do atleta (Personal best)    | Recorde da Oceania    | Recorde da Oceania (Oceania)          | DSQ / DQ                   | Desclassificado (Disqualified)            |   |                                      |
| Recorde da temporada  | Recorde da temporada do atleta (Season best) | Recorde sul-americano | Recorde sul-americano (South America) | NM                         | Sem marca (No mark)                       |   |                                      |